# ستان بولز
ستان بولز (بالإنجليزية: Stan Bowles)‏ (24 ديسمبر 1948 في المملكة المتحدة - 24 فبراير 2024) هو معلق رياضي وصحفي ولاعب كرة قدم بريطاني في مركز الوسط. شارك مع منتخب إنجلترا لكرة القدم. أما مع النوادي، فقد لعب مع كوينز بارك رينجرز ومانشستر سيتي ونادي برينتفورد ونادي بوري ونادي كارلايل يونايتد ونادي كرو ألكساندرا ونادي ليتون أورينت ونوتينغهام فورست.

## وصلات خارجية
- ستان بولز على موقع الاتحاد الأوربي (الإنجليزية)
- ستان بولز على موقع قاعدة بيانات كرة القدم.إي يو (الإنجليزية)
- ستان بولز على موقع ناشيونال فوتبول تيمز (الإنجليزية)
- ستان بولز على موقع عالم كرة القدم.نت (الإنجليزية)